# Aldo Rodríguez (Gitarrist)
Aldo Rodríguez Delgado (* 8. Juli 1955 in Havanna) ist ein kubanischer Gitarrist, Komponist und Musikpädagoge.

## Leben
Rodríguez besuchte das Conservatorio Amadeo Roldán (1960–66), die Escuela Nacional de Arte (1966–73) und war von 1976 bis 1981 Schüler von Isaac Nicola und Marta Cuervo. Er absolvierte ein Postgraduiertenstudium in den Fächern Gitarre, Kontrapunkt, Harmonielehre, Musiktheorie und -geschichte und besuchte Meisterklassen von Alirio Díaz, María Luisa Anido und Frank Fernández. Außerdem studierte er englische und französische Sprache an der Escuela de Idiomas Abraham Lincoln in Havanna.
Als Musikpädagoge unterrichtete Rodríguez an der Escuela Elemental de Música in Holguín (1966–68), der Escuela Nacional de Música (1968–73) und der Escuela de Bellas Artes in Cartagena und gab Meisterklassen in Chile, Frankreich, Polen und Mexiko. Beim Internationalen Gitarrenwettbewerb in Esztergom 1973 gewann er den Ersten Preis, bei den Wettbewerben in Venezuela (1979), Kuba (1982) und Italien (1983) jeweils Dritte Preise. Mit seinem Album De Bach a Brouwer gewann er 2002 den Preis von Cubadisco als Solo-Konzertgitarrist. Die kubanische Regierung verlieh ihm die Medalla por la Cultura Nacional und die Medalla Alejo Carpentier (2003).

## Werke
- Aire brasilero
- Canción y danza
- Canción y fuga en son, para dos guitarras
- La leyenda del juglar
- Preludio
- Retrato de mujer
- Veinte pequeñas piezas